# コッレ・ディ・トーラ
コッレ・ディ・トーラ（伊: Colle di Tora）は、イタリア共和国ラツィオ州リエーティ県にある、人口約370人の基礎自治体（コムーネ）。

## 地理

### 位置・広がり
リエーティ県南部のコムーネで、人工湖トゥラーノ湖のほとりに位置する。県都リエーティから南南東へ23kmの距離にある。

#### 隣接コムーネ
隣接するコムーネは以下の通り。
- カステル・ディ・トーラ
- ポッジョ・モイアーノ
- ポッツァーリア・サビーナ
- ロッカ・シニバルダ

### 気候分類・地震分類
コッレ・ディ・トーラにおけるイタリアの気候分類 (it) および度日は、zona E, 2271 GGである。
また、イタリアの地震リスク階級 (it) では、zona 2B (sismicità media) に分類される。